# Illiers-Combray

Illiers-Combray este o comună în departamentul Eure-et-Loir, Franța. În 1 ianuarie 2022 avea o populație de 3.228 de locuitori.